# Sam Sexton
Sam Sexton (ur. 16 lipca 1984) – angielski bokser wagi ciężkiej, mistrz Wspólnoty Brytyjskiej.

## Kariera zawodowa
3 września 2005 roku Sam Sexton zadebiutował w boksie zawodowym. Po 6 rundach pokonał na punkty Paula Bonsona w stosunku 60–55.
14 czerwca 2008 Sexton w swoim ósmym pojedynku doznał pierwszej porażki, przegrywając przez techniczny nokaut w 6. rundzie z rodakiem Derckiem Chisorą.
12 września 2008 zwyciężył w turnieju „Prizefighter”, pokonując w nim Pele Reida, Luke’a Simpkina oraz w finale Chrisa Burtona.
W roku 2009 dwukrotnie mierzył się z Martinem Roganem o tytuł mistrza Wspólnoty Brytyjskiej. W oby pojedynkach okazał się lepszy od starszego rodaka, zwyciężając przed czasem.
18 września 2010 doszło do rewanżu między Sextonem a Chisorą, a stawką tego pojedynku były pas Wspólnoty Brytyjskiej oraz tytuł mistrza Wielkiej Brytanii w kategorii ciężkiej. Sexton przegrał w 9. rundzie przez techniczny nokaut, odnosząc drugą porażkę w karierze z rąk Derecka Chisory.